# Andy Verdoïa
Andy Verdoïa (* 30. Oktober 2002  in Nizza) ist ein französischer Motorradrennfahrer. Er fährt 2021 in der FIM CEV Moto2-Europameisterschaft.

## Statistik

### In der FIM-CEV-Moto2-Europameisterschaft
(Stand: 9. Mai 2021)
| Saison | Team                  | Motorrad | Rennen | Siege | Zweiter | Dritter | Poles | Schn. Runden | Punkte | Ergebnis |
| ------ | --------------------- | -------- | ------ | ----- | ------- | ------- | ----- | ------------ | ------ | -------- |
| 2021   | VR46 Master Camp Team | Kalex    | 3      | –     | –       | –       | –     | –            | 18     | 11.      |
| Gesamt | Gesamt                | Gesamt   | 3      | 0     | 0       | 0       | 0     | 0            | 18     |          |

### In der Supersport-Weltmeisterschaft
(Stand: Saisonende 2023)
| Saison | Klasse                        | Motorrad       | Rennen | Siege | Zweiter | Dritter | Poles | Schn. Runden | Punkte | Ergebnis |
| ------ | ----------------------------- | -------------- | ------ | ----- | ------- | ------- | ----- | ------------ | ------ | -------- |
| 2020   | bLU cRU WorldSSP by MS Racing | Yamaha YZF-R 6 | 15     | 1     | –       | –       | –     | –            | 35     | 16.      |
| 2021   | GMT94 Yamaha                  | Yamaha YZF-R 6 | 3      | –     | –       | –       | –     | –            | 14     | 25.      |
| 2022   | GMT94 Yamaha                  | Yamaha YZF-R 6 | 21     | –     | –       | –       | –     | –            | 66     | 15.      |
| 2023   | Yamaha Thailand Racing Team   | Yamaha YZF-R 6 | 8      | –     | –       | –       | –     | –            | 21     | 24.      |
| Gesamt | Gesamt                        | Gesamt         | 47     | 1     | 0       | 0       | 0     | 0            | 136    |          |

### In der Supersport-300-Weltmeisterschaft
| Saison | Klasse               | Motorrad      | Rennen | Siege | Zweiter | Dritter | Poles | Schn. Runden | Punkte | Ergebnis |
| ------ | -------------------- | ------------- | ------ | ----- | ------- | ------- | ----- | ------------ | ------ | -------- |
| 2018   | Samurai–YART Racing  | Yamaha YZF-R3 | 3      | –     | –       | –       | –     | –            | 5      | 26.      |
| 2019   | BCD Yamaha MS Racing | Yamaha YZF-R3 | 9      | –     | 1       | 1       | –     | 1            | 97     | 4.       |
| Gesamt | Gesamt               | Gesamt        | 12     | 0     | 1       | 1       | 0     | 1            | 34     |          |